# Hans-Günter Friese

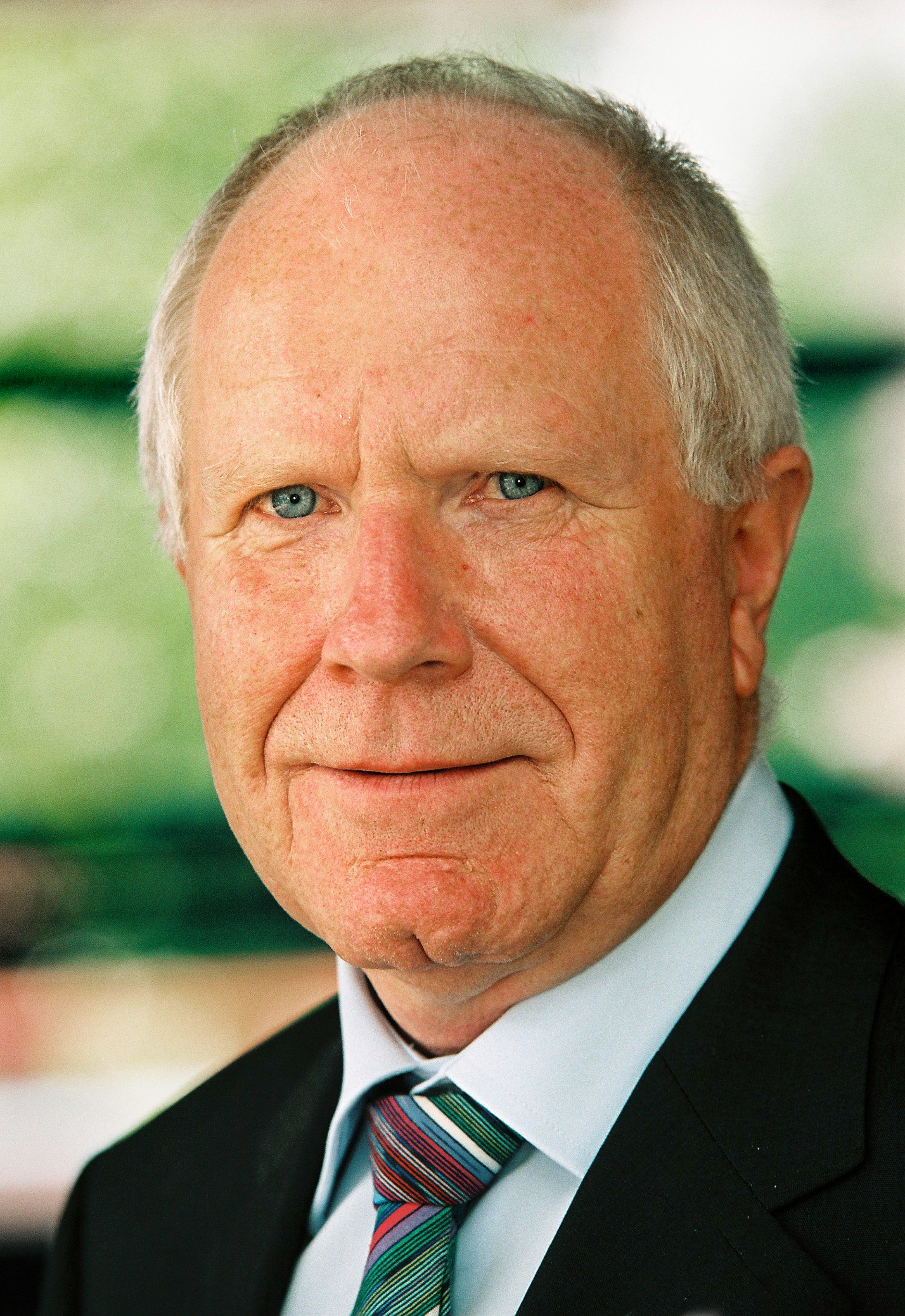
Hans-Günter Friese im August 2005

Hans-Günter Friese (* 11. Mai 1940) ist ein deutscher Apotheker aus dem westfälischen Fröndenberg.  Neben seiner beruflichen Laufbahn als selbstständiger Pharmazeut mit eigener Apotheke in Fröndenberg, bekleidete Friese zwei Jahrzehnte lang Spitzenpositionen in der Apothekerschaft: als Präsident der Apothekerkammer Westfalen-Lippe,  als Präsident der Bundesapothekerkammer (BAK)  und als Präsident der ABDA – Bundesvereinigung Deutscher Apothekerverbände.

## Werdegang
Hans-Günter Friese war das vierte Kind des Tischlermeisters Otto Friese (* 1894, † 1954) und dessen Frau Agnes, geb. Thulfaut (* 1905, † 2002). Sein Vater stammte aus Klingerswalde, Kreis Heilsberg, Ostpreußen (heute Podleśna, Polen), die Mutter aus Fröndenberg. Die Familie wohnte ab 1931 in der Ostbürener Straße in Fröndenberg. Friese besuchte das Walram-Gymnasium im sauerländischen Menden bis zum Abitur. Er studierte Pharmazie in Marburg und erlangte 1967 seine Approbation. Bis zur Übernahme der Markt-Apotheke in Fröndenberg 1974 arbeitete er als angestellter Apotheker in einer Apotheke in Neheim-Hüsten. 1979 wurde eine Zweigapotheke im Unnaer Stadtteil Hemmerde angegliedert. Mit seiner Ehefrau Elisabeth (geb. Kampmann) (* 1947) hat er drei Kinder. Seine Tochter Anke wurde ebenfalls Apothekerin und übernahm 2012 seine Apotheken, welche sie noch heute führt.

## Ehrenamtliches Engagement
Von 1973 bis 2009 war Hans-Günter Friese Mitglied der Kammerversammlung der Apothekerkammer Westfalen-Lippe in Münster und wurde 1973 in den Kammervorstand gewählt. 1977 wurde Friese zum Vizepräsidenten und 1981 zum Präsidenten der Apothekerkammer Westfalen-Lippe gewählt. Bis zu seinem Ausscheiden aus der westfälisch-lippischen Berufspolitik 2009 hatte er das Präsidenten-Amt inne.
Auf Bundesebene wirkte Friese von 1973 bis 1976 als Vorstandsmitglied der Bundesapothekerkammer und von 1984 bis 1994 als Präsident derselben. Von 1996 bis 2004 war er Präsident der ABDA – Bundesvereinigung Deutscher Apothekerverbände und zusätzlich von November 1998 bis Oktober 2000 Präsident des EuroPharm Forum. Bis zu seinem Ausscheiden 2014 war Friese Vorstandsmitglied der Apothekerstiftung Westfalen-Lippe, die 2006 maßgeblich durch sein Engagement ins Leben gerufen worden war. Auch nach seinem Ausscheiden aus der Verbandspolitik engagiert sich Friese weiterhin ehrenamtlich, z. B. als 1. Vorsitzender des Fördervereins des Schmallenbach-Hauses, eines Alten- und Pflegeheims in Fröndenberg. Durch sein Engagement konnten prominente Redner wie Theodor Dingermann, Manfred Schubert-Zsilavecz, Wolfgang Clement oder Marianne Birthler für die jährliche Vortragsreihe des Fördervereins gewonnen werden.

## Positionen
Hans-Günter Friese spricht sich stets gegen die Zulassung von Arzneimitteln für den Versandhandel und für die inhabergeführte Apotheke vor Ort aus. Seiner Meinung nach gehöre zum „besonderen Gut Arzneimittel“ immer eine persönliche, individuelle Beratung, um mögliche Gefahren durch Arzneimittelwechselwirkungen und Überdosierungen vorzubeugen. Dies könne nur die Apotheke vor Ort adäquat leisten – mit einem persönlich haftenden Inhaber, der keiner von Kapitalgesellschaften gesteuerten Apothekenkette gegenüber weisungsgebunden sei.

## Auszeichnungen
Für sein vielfältiges ehrenamtliches Engagement erhielt Hans-Günter Friese 1996 das Bundesverdienstkreuz am Bande. Im Jahr 2005 verlieh ihm der Weltapothekerverband (International Pharmaceutical Federation) für sein Lebenswerk den „Lifetime Achievement in the Pharmaceutical Practice Award“,  zudem wurde er im selben Jahr zum Ehrenpräsidenten der ABDA gewählt. Friese erhielt 2009 die Verdienstmedaille der Apothekerkammer Westfalen-Lippe und wurde mit der Hans-Meyer-Medaille und damit mit der höchsten Auszeichnung der Deutschen Apothekerschaft für seine besonderen Verdienste um das Apotheken- und Arzneimittelwesen dekoriert. Aufgrund seines nationalen und internationalen Wirkens benannte ihn die Stadt Fröndenberg anlässlich der Local Heroe-Aktion zur Kulturhauptstadt Ruhr.2010 als berühmtesten Bürger der Stadt.